# Dubna (affluente del Volga)
La Dubna (in russo Дубна́?) è un fiume della Russia europea centrale (oblast' di Mosca e di Vladimir), affluente di destra del Volga.
Nasce nella parte orientale delle alture di Klin e Dmitrov, scorrendo poi con direzione mediamente nordoccidentale; dirige successivamente il suo corso in direzione ovest-sudovest, assumendo poi nuovamente direzione settentrionale a valle della cittadina di Verbilki. Sfocia nel Volga a 2 962 km dalla foce, in un tratto del bacino di Uglič, poco lontano dalla omonima città, importante centro atomico russo.
Il suo maggiore affluente è la Sestra proveniente dalla sinistra idrografica. Come tutti gli altri fiumi della zona, anche la Dubna è interessato da lunghi periodi di gelo, che si protraggono mediamente tra novembre/dicembre e aprile.